# Журавлёв, Алексей Васильевич
Алексей Васильевич Журавлёв (1913-1958) — майор Рабоче-крестьянской Красной Армии, участник Великой Отечественной войны, Герой Советского Союза (1945).

## Биография
Алексей Журавлёв родился 14 октября 1913 года в селе Новый Кувак (ныне — Шенталинский район Самарской области). Окончил среднюю школу и курсы бухгалтеров, после чего работал главным бухгалтером в Шенталинском райпо. В июле 1941 года Журавлёв был призван на службу в Рабоче-крестьянскую Красную Армию. С февраля 1942 года — на фронтах Великой Отечественной войны. К августу 1944 года гвардии капитан Алексей Журавлёв командовал батальоном 132-го гвардейского стрелкового полка 42-й гвардейской стрелковой дивизии 40-й армии 2-го Украинского фронта. Отличился во время освобождения Румынии.
19 августа 1944 года батальон Журавлёва прорвал три линии немецкой обороны в районе населённого пункта Сочь в 10 километрах к юго-западу от города Пашкани. 20 августа батальон отразил несколько немецких контратак, уничтожив около двух рот пехоты противника. В бою Журавлёв получил ранение, но продолжал сражаться.
Указом Президиума Верховного Совета СССР от 24 марта 1945 года гвардии капитан Алексей Журавлёв был удостоен высокого звания Героя Советского Союза с вручением ордена Ленина и медали «Золотая Звезда».
В 1945 году Журавлёв был уволен в запас по инвалидности (слепота на оба глаза в результате ранения  в голову ). Вернулся в Шенталу (при сопровождении). 
Скончался 28 февраля 1958 года. Похоронен на кладбище посёлка Шентала Шенталинского района Самарской области.
Был также награждён рядом медалей.
В честь Журавлёва названа улица в Шентале и установлен бюст.